# Edelspar
De edelspar (Abies procera, synoniem: Abies nobilis) is een boom uit de dennenfamilie (Pinaceae). De soort komt van nature voor in het vochtige westen van Noord-Amerika. Het verspreidingsgebied loopt van Washington tot het noordwesten van Californië. De boom komt in de bergen voor op 1000-2000 m hoogte.
Het is een 40-70 m hoge, altijd groene boom met een stamomtrek van ongeveer 2 m. In Nederland worden ze meestal niet hoger dan 20-30 m. De vorm van de boom is smal conisch. De schors van jonge bomen is glad en grijs met witte harsblaasjes. Bij oudere bomen wordt de schors rood-bruin, ruw en gegroefd. De bladeren zijn naaldvormig, 1-3,5 cm lang en glimmend blauw-groen aan de bovenkant. Ze kunnen vrij oud worden., in Nederland echter niet, door voornamelijk parasieten en schimmels. Op de onderkant zijn de huidmondjes in twee blauw-witte lengtestrepen gerangschikt. De top van de naald is stomp tot ingekeept. De naalden staan omhoog gekromd.

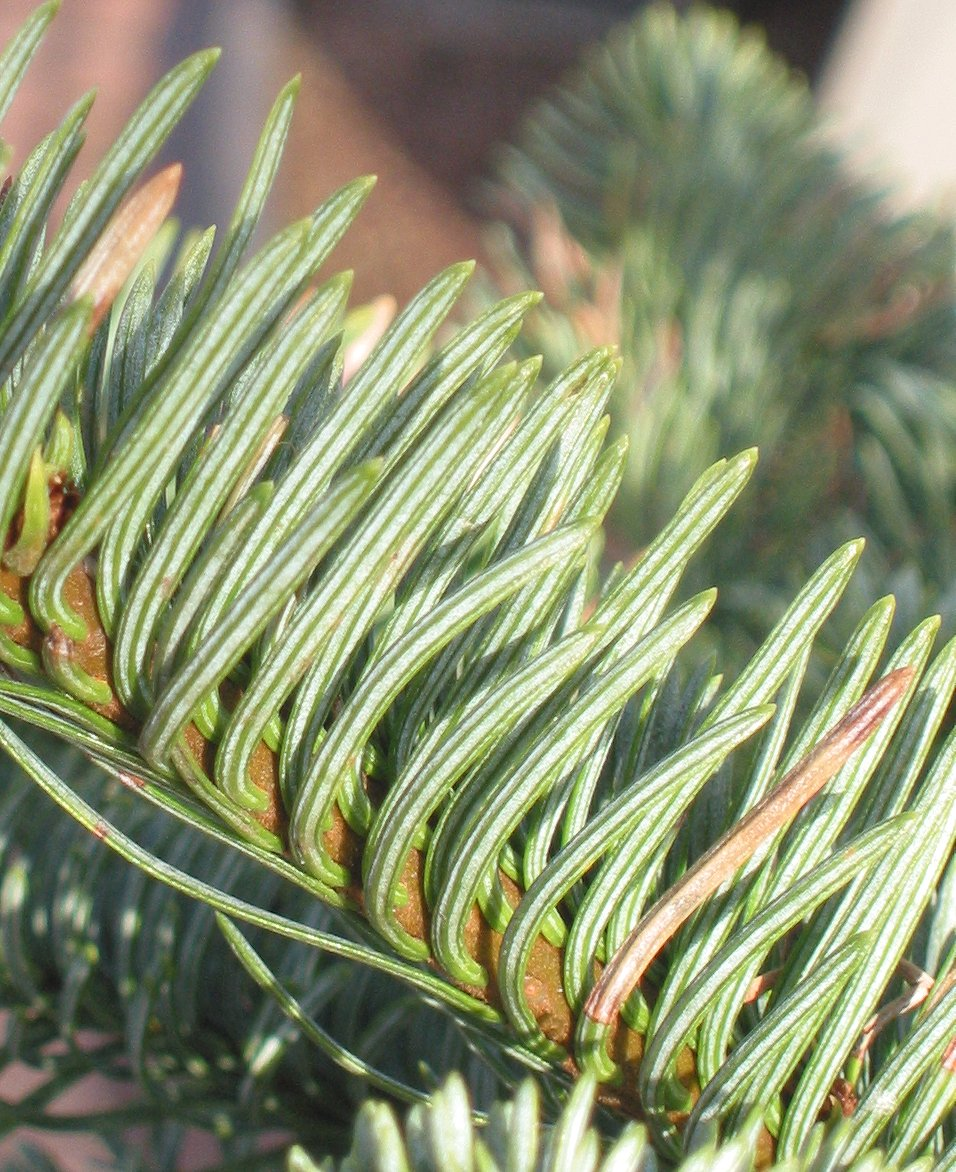
Naalden

De kegels zijn langwerpig, 11-22 cm lang en hebben paarsachtige schubben, die bijna geheel bedekt zijn door de lange geelgroene schutbladschubben. De rijpe kegels kleuren bruin en vallen bij rijpheid uit elkaar. Alleen de spil blijft aan de tak zitten. Het zaad is in de herfst rijp.
In de Verenigde Staten wordt het hout ('white fir') gebruikt als timmerhout en voor het fabriceren van papier. In Midden-Europa wordt de boom als parkboom aangeplant. De cultivar Abies procera 'Glauca' wordt als kerstboom gebruikt.
... · 
A. alba (Gewone zilverspar) · 
A. balsamea (Balsemzilverspar) · 
A. cephalonica (Griekse zilverspar) · 
A. cilicica (Syrische zilverspar) · 
A. concolor (Coloradozilverspar) · 
A. fraseri (Fraserspar) · 
A. grandis (Reuzenzilverspar) · 
A. holophylla (Mantsjoerijse zilverspar) · 
A. homolepis (Nikko-zilverspar) · 
A. koreana (Koreaanse zilverspar) · 
A. nephrolepis (Oost-Siberische zilverspar) · 
A. nordmanniana (Kaukasische zilverspar) · 
A. pinsapo (Spaanse zilverspar) · 
A. procera (Edelspar) · 
A. sachalinensis (Sachalin-zilverspar) · 
A. sibirica (Siberische zilverspar) · 
A. veitchii (Japanse zilverspar) · 
...